# Marek Świtoński
Marek Świtoński (ur. 16 stycznia 1954 w Lesznie) – polski genetyk, wykładowca akademicki, profesor nauk rolniczych, członek rzeczywisty Polskiej Akademii Nauk, prezes Oddziału PAN w Poznaniu.

## Życiorys
W 1977 ukończył agronomię na Wydziale Rolniczym Akademii Rolniczej w Poznaniu. Na tej uczelni uzyskiwał stopnie doktora (1981 na podstawie pracy Translokacja Robertsona u lisów polarnych (Alopex lagopus) i jej wpływ na płodność) i doktora habilitowanego (1988 w oparciu o rozprawę zatytułowaną Chromosomy B u lisa pospolitego (Vulpes vulpes), ich natura, rozprzestrzenienie, dziedziczenie i znaczenie). W 1993 otrzymał tytuł profesora nauk rolniczych. Zawodowo związany z Wydziałem Zootechnicznym i następnie Wydziałem Hodowli i Biologii Zwierząt macierzystej uczelni (przekształconej później w Uniwersytet Przyrodniczy w Poznaniu). W 1997 objął stanowisko profesora zwyczajnego. W 1989 został kierownikiem Katedry Genetyki i Podstaw Hodowli Zwierząt, w latach 1990–1996 pełnił funkcję prorektora ds. rozwoju kadr naukowych i współpracy z zagranicą. Odbywał staże naukowe w Zurychu i Uppsali. Specjalizuje się w zakresie genetyce zwierząt, genomice strukturalnej, polimorfizmie DNA i genomice funkcjonalnej.
Był przewodniczącym zarządu głównego Polskiego Towarzystwa Genetycznego (2001–2004) i członkiem prezydium Komitetu Nauk Zootechnicznych PAN. W 2007 został członkiem korespondentem Polskiej Akademii Nauk, od 2022 członek rzeczywisty PAN. W 2010 objął funkcję wiceprezesa Oddziału PAN w Poznaniu, a w 2019 został jego prezesem. Powoływany w skład rad naukowych instytutów genetycznych i zootechnicznych. Jest redaktorem naczelnym „Journal of Applied Genetics”, a także członkiem komitetów redakcyjnych pism „Animal Science Papers and Reports” i „Medycyna Weterynaryjna”. W 2008 wszedł w skład rady Fundacji na rzecz Nauki Polskiej.

## Odznaczenia i wyróżnienia
W 1999 został odznaczony Złotym Krzyżem Zasługi. W 2022 otrzymał Medal „Labor Omnia Vincit” nadany przez Towarzystwo im. Hipolita Cegielskiego.